# Viaggio sentimentale (album Johnny Dorelli)
Viaggio sentimentale è un album discografico del cantante e attore italiano Johnny Dorelli pubblicato nel 1965 dalla CGD.

## Descrizione
Come recita il titolo, l'album è ispirato dal romanzo di Laurence Sterne Viaggio sentimentale, incentrato sulla storia di un uomo e del suo peregrinare tra paesaggi maestosi e sublimi. Yorick, il protagonista del libro, ama viaggiare soprattutto all'interno di se stesso, dei propri sentimenti, delle proprie emozioni, e di questi vuole dare conto al lettore, che invano cercherebbe nel suo "diario di viaggio" minute descrizioni di paesaggi, città e monumenti famosi.
Dorelli cerca di ricalcare il viaggio del libro attraverso la musica, con una serie di canzoni arrangiate da Pino Calvi dedicate a varie città del mondo.
Come recitano le note interne del disco curate da Ernesto Baldo, Dorelli ripropone su disco canzoni presentate nel corso della terza edizione dello show Johnny 7 che vede protagonista il cantattore.
Dall'album non fu estratto alcun singolo a 45 giri.

## Edizioni
L'album è stato pubblicato in Italia nel 1965 dall'etichetta CGD con numero di catalogo FG 5017, su LP in due edizioni leggermente differenti per grafica della label, ed è stato distribuito anche in Brasile dall'etichetta RGE con numero di catalogo XRLP-6.156, mantenendo la stessa copertina della versione italiana; non è disponibile né in digitale né per lo streaming ad eccezione dei brani Madonina e I left my heart in San Francisco.

## Tracce
1. Madonina
2. Firenze sogna
3. Rome by Night
4. Accarezzame
5. A Foggy Day
6. Chissà chissà chissà
7. Sous le ciel de Paris
8. Romantica città (Lisboa antigua)
9. I Left My Heart in San Francisco
10. Mezzanotte a Mosca
11. Vienna... Vienna!
12. Nustalgia de Milan